# 比尤拉維爾 (北卡羅萊納州)
比尤拉維爾（英語：Beulaville）是一個位於美國北卡羅萊納州杜普林縣的城鎮。

## 人口
根據2020年美國人口普查的數據，比尤拉維爾的面積為4.00平方千米，皆為陸地。當地共有人口1116人，而人口密度為每平方千米279人。